# SN 2016aps
SN 2016aps — наиболее яркая (по состоянию на середину апреля 2020 года) вспышка сверхновой среди когда-либо наблюдавшихся вспышек. Бо́льшая доля энергии была испущена в форме излучения, вероятно, вследствие взаимодействия выброшенного в ходе вспышки вещества и ранее сброшенной газовой оболочки.
Явление было открыто 22 февраля 2016 года в рамках обзора Pan-STARRS на Гавайях, затем последовали наблюдения на телескопе Хаббл. Вспышка сверхновой произошла в созвездии Дракона в точке с высоким красным смещением, соответствующим расстоянию 3,6 миллиардов световых лет.
Звезда-предшественник по оценкам обладала массой от 50 до 100 масс Солнца. Спектр сверхновой показывает наличие значительного количества водорода, что нехарактерно для сверхновых такого типа, поскольку обычно такие вспышки происходят после того, как в ходе ядерного горения почти весь водород в ядре исчерпается. Такие свойства привели исследователей к теории, что звезда-предшественник очень быстро образовалась при слиянии двух крупных звёзд, при этом сформировалась частично или полностью парно-нестабильная сверхновая.